# Il paese del carnevale
(Incipit, Il paese del carnevale, Jorge Amado)
Il paese del carnevale fu il primo romanzo d'esordio scritto da Jorge Amado nel 1930 e pubblicato per la prima volta, in Brasile, nel 1931 dalla casa editrice Schmidt.
A differenza di Lenita questo si presenta come un romanzo già formato e nel quale si possono trovare già molti dei temi, dei luoghi e dei personaggi delle opere future.
È una storia sull'intellettualità brasiliana negli anni venti e, anche se involontariamente, un romanzo autobiografico dove il giovanissimo Amado descrive, utilizzando una prosa rapida ed essenziale, l'ambiente e i personaggi del Brasile e dipinge "Il ritratto di una generazione inquieta che crede di riscattarsi filosofando. Una storia di tanti piccoli fallimenti in un Brasile, all'indomani del crollo di Wall Street, alle soglie della tragica esperienza dell'Estado Novo di Getúlio Vargas e che sente arrivare, dall'altra parte dell'Atlantico quelle idee - il comunismo, il fascismo - che cambieranno il mondo e le persone."

## Trama
Paulo Rigger è il personaggio principale del libro. Paul è figlio di piantatori di cacao del Sud di Bahia e viene mandato dai genitori, ricchi e ambiziosi, a Parigi per studiare legge. Dopo sette anni, ormai laureato, egli ritorna in Brasile dove trascorrerà due anni trascorrendo il tempo con gli amici a discutere di argomenti filosofici, come lo scopo ultimo della vita, Dio, Amore, Felicità, donne traendo da questa esperienza solamente delusione e irrequietezza senza peraltro riuscire ad identificarsi con il suo popolo.
Accanto alla storia di Paulo si svolgono le vicende di tanti altri personaggi, come quella del diplomatico José Lopes, del mulatto Jerônimo Soares, del direttore di "Bahia Nova" e soprattutto delle donne: la francese Julie, Maria de Lourdes dolce e remissiva, l'ex puttana Conceição, dona Helena, Bebé, Georgina e l'araba dona Maria e intorno a loro tutta la gente che lavora e che soffre la tragedia della fame.